# Mecynoecia
Mecynoecia is een geslacht van mosdiertjes uit de familie van de Entalophoridae en de orde Cyclostomatida. De wetenschappelijke naam ervan werd in 1918 voor het eerst geldig gepubliceerd door Canu.

## Soorten
- Mecynoecia brevicula Canu & Bassler, 1929
- Mecynoecia buskii (Borg, 1944)
- Mecynoecia clavaeformis (Busk, 1875)
- Mecynoecia dannevigi Chapman, 1941
- Mecynoecia delicatula (Busk, 1875)
- Mecynoecia geminata Canu & Bassler, 1929
- Mecynoecia proboscidea (Milne Edwards, 1838)
- Mecynoecia proboscideoides (Gabb & Horn, 1862)
- Mecynoecia rectangulata Canu & Bassler, 1929
- Mecynoecia repens O'Donoghue & O'Donoghue, 1926
- Mecynoecia smitti (Pergens, 1887)

- Mecynoecia obesa Canu & Bassler, 1922 (taxon inquirendum)